# Kościół Świętego Brata Alberta w Zamościu
Kościół Świętego Brata Alberta w Zamościu – rzymskokatolicki kościół parafialny należący do parafii pod tym samym wezwaniem (dekanat Zamość diecezji zamojsko-lubaczowskiej).
W 1995 roku został poświęcony plac pod budowę świątyni. W dniu 14 sierpnia 2001 roku parafia otrzymała pozwolenie na budowę świątyni, natomiast w dniu 17 września 2001 roku rozpoczęły się prace przy wykopach fundamentu. Budowa była prowadzona przez księdza proboszcza Jana Borowskiego. Świątynia została wzniesiona z cegły, wsparta jest na konstrukcji żelbetonowej, dach pokryty jest blachą tytanową, w kaplicach bocznych s a umieszczone witraże poświęcone świętym Janowi Pawłowi II i Ojcu Pio. Powierzchnia kościoła to 1140 metrów kwadratowych.